# Honšú
Honšú (japonsky: 本州) je největší japonský ostrov. Leží na jih od Hokkaidó, na sever od Šikoku (přes Vnitřní moře) a na severovýchod od Kjúšú. Jeho východní břehy omývá Tichý oceán a západní Japonské moře. Je to sedmý největší a druhý nejlidnatější (po Jávě) ostrov na světě.

## Geografická charakteristika

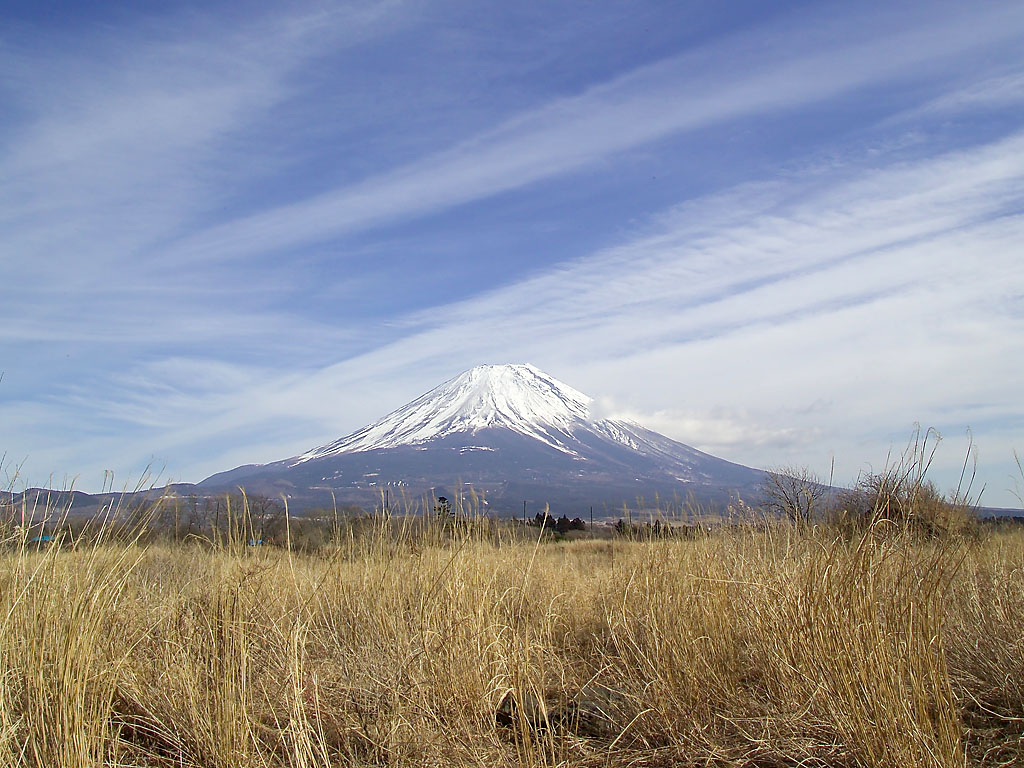
Hora Fuji - jihozápadní pohled

Ostrov je přibližně 1300 km dlouhý a 50 až 230 km široký s celkovou rozlohou 230 500 km², což je kolem 60 % celkové rozlohy Japonska. Honšú je větší než ostrov Velká Británie a třikrát větší než Česká republika. Honšú má 5 450 km pobřeží.
Hornatý ostrov s mnoha vulkány je dějištěm častých zemětřesení. Nejvyšším vrcholem je činná sopka Fudžisan (Hora Fudži) s 3776 m. Je tu i mnoho (krátkých) řek, včetně japonské nejdelší řeky Šinano (367 km). Podnebí je na severu chladné a na jihu subtropické.
Na ostrově žije 98 352 000 obyvatel (údaje z roku 1990, v roce 1975 to bylo 89 101 702) soustředěných hlavně v nížinách. Mezi nejdůležitější města patří Tokio, Jokohama, Kjóto, Ósaka, Kóbe, Hirošima, Sendai a Nagoja. Ostrov je rozdělen na pět oblastí a ty se dále dělí na 34 prefektur, včetně metropole Tokia.
Pět oblastí: Čúgoku (na jihu), Kansai (na sever od Čúgoku), Čúbu (centrální oblast), Kantó (na východě) a Tóhoku (na severu).
Po celé délce Honšú se táhne horské pásmo, které je příčinou značného rozdílu v podnebí mezi východní (nebo jižní, pacifickou) stranou a západní (nebo severní, při pobřeží Japonského moře) stranou.

## Administrativní členění
Prefektury na Honšú:
- Čúgoku — Hirošima-ken, Okajama-ken, Šimane-ken, Tottori-ken, Jamaguči-ken.
- Kansai — Hjógo-ken, Kjóto-fu, Mie-ken, Nara-ken, Ósaka-fu, Šiga-ken, Wakajama-ken.
- Čúbu — Aiči-ken, Fukui-ken, Gifu-ken, Išikawa-ken, Nagano-ken, Niigata-ken, Tojama-ken, Šizuoka-ken, Jamanaši-ken.
- Kantó — Čiba-ken, Gunma-ken, Ibaraki-ken, Kanagawa-ken, Saitama-ken, Točigi-ken, Tókjó-to.
- Tóhoku — Akita-ken, Aomori-ken, Fukušima-ken, Iwate-ken, Mijagi-ken, Jamagata-ken.